# Deoksyrybonukleaza I
Deoksyrybonukleaza I (zazwyczaj nazywana DNaza I), jest endonukleazą kodowaną u człowieka przez gen DNASE1 zlokalizowany na chromosomie 16.
DNazy I pochodzące od różnych gatunków mogą różnić się nieznacznie sekwencją, długością łańcucha polipeptydowego oraz punktami izoelektrycznymi.
DNaza I wołowa jest białkiem o masie 30072 daltonów (wyliczone na podstawie sekwencji), występuje w postaci 4 izoenzymów o punktach izoloelektrycznych kolejno: 5.22, 4.96, 5.06 i 4.78.
Enzym ten jest nukleazą, która trawi DNA preferencyjnie w miejscu wiązania fosfodiestrowego sąsiadującego z nukleotydem pirymidynowym, w wyniku czego powstaje polinukleotyd zakończony cukrem z grupą fosforanową w pozycji 5' i wolną grupą hydroksylową w pozycji 3' tej samej reszty deoksyrybozy. W wyniku działania DNazy I powstają zazwyczaj tetranukleotydy (polinukleotydy o długości 4 nukleotydów). Enzym ten jest aktywny wobec jednoniciowego i dwuniciowego DNA, oraz  chromatyny.
Uważa się, że DNaza I bierze udział we fragmentacji DNA w czasie apoptozy.
DNaza I wiąże się z białkiem cytoszkieletu aktyną, przy czym powinowactwo do monomerów aktyny jest bardzo silne (poniżej nanomolarnego), podczas gdy w przypadku spolimeryzowanej aktyny powinowactwo jest słabsze. Nie jest obecnie jasna funkcja tej właściwości enzymu, możliwe, że jest to sposób magazynowania enzymu, gdyż kompleks DNaza I-aktyna jest enzymatycznie nieaktywny. Dopiero uruchomienie procesów apoptozy prowadziłoby do dysocjacji kompleksu i fragmentacji DNA komórkowego.

Mutacje w obrębie genu DNASE1 są jednym z czynników ryzyka zachorowania na toczeń rumieniowaty układowy.
Dnaza I jest stosowana w terapii mukowiscydozy. Preparat ten to tzw. dornaza alfa, będąca DNazą I otrzymaną metodami inżynierii genetycznej